# George Windsor
George Philip Nicholas Windsor, Earl of St Andrews (Londen, 26 juni 1962) is de zoon van Edward Windsor en zijn vrouw, Katharine Worsley, de Hertog en hertogin van Kent. Hij studeerde aan de Universiteit van Oxford.
Hij kreeg de titel Lord St. Andrews van zijn vader en bij overlijden van zijn vader erft hij de titel van Hertog van Kent. 
Op 9 januari 1988 trouwde St Andrews met Sylvana Palma Tomaselli in Edinburgh.
Omdat Tomaselli rooms-katholiek is, stond St Andrews daarna niet meer in de lijst van opvolgers voor de Britse troon. Door een wijziging van de wet inzake de troonsopvolging, die effectief werd op 26 maart 2015, werd deze beperking opgeheven.
St Andrews en Tomaselli hebben samen drie kinderen:
- Edward Edmund Maximilian George (1988)
- Marina-Charlotte Alexandra Katharine Helen (1992)
- Amelia Sophia Theodora Mary Margaret (1995)